# Murina hilgendorfi
Murina hilgendorfi é uma espécie de morcego da família Vespertilionidae. Pode ser encontrada no China, Coreia, Japão, Mongólia e Rússia.